# UXF

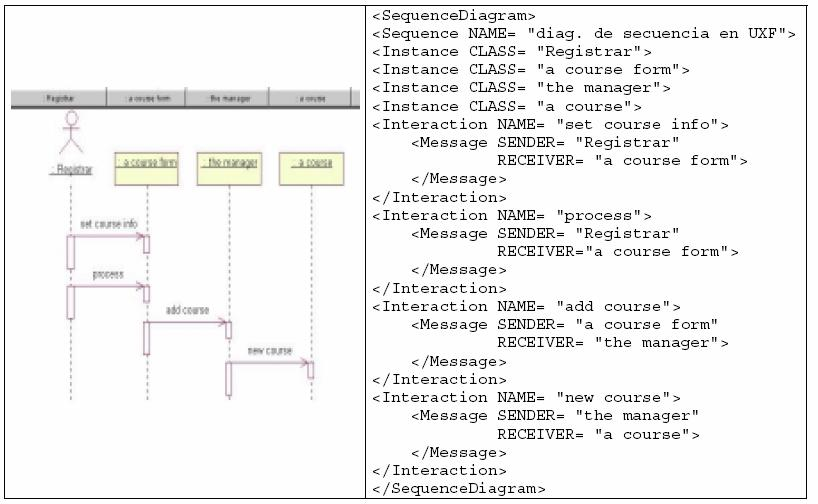
Przykład UXF

W informatyce, UXF - to skrótowiec dla UML eXchange Format (w wolnym tłumaczeniu Format Wymiany UML), patrz Zunifikowany Język Modelowania.
UXF to oparty na XML format wymiany UML - standaryzowanego języka modelowania oprogramowania. UXF to strukturyzowany format opisany w 1998 roku i przeznaczony do kodowania, publikacji, dostępu i wymiany modeli UML.
Nowsze alternatywy to na przykład XML Metadata Interchange i ОMG's Diagram Definition.

## Znane zastosowania
- UMLet to aplikacja, która wykorzystuje UXF jako własnego formatu plików.